# Nascar Cup Series 2025
Nascar Cup Series 2025 är den 77:e upplagan av den främsta divisionen av professionell stockcarracing i USA som arrangeras av National Association for Stock Car Auto Racing.
Säsongen startade 2 februari på Bowman Gray Stadium med uppvisningsloppet Cook Out Clash at Bowman Gray. The Duel at Daytona kördes på Daytona, 13 februari, vilket även var slutkval till den 67:e upplagan av Daytona 500. Säsongen avslutas 2 november på Phoenix Raceway med Season Finale 500.

## Tävlingskalender
| U                                                                                  | Cook Out Clash at Bowman Gray      | Bowman Gray Stadium, Winston-Salem, North Carolina          | 2 februari   |
| KV                                                                                 | The Duel at Daytona                | Daytona International Speedway, Daytona Beach, Florida      | 13 februari  |
| 1                                                                                  | Daytona 500                        | Daytona International Speedway, Daytona Beach, Florida      | 16 februari  |
| 2                                                                                  | Ambetter Health 400                | Atlanta Motor Speedway, Hampton Georgia                     | 23 februari  |
| 3                                                                                  | Echopark Automotive Grand Prix     | Circuit of the Americas, Austin, Texas                      | 2 mars       |
| 4                                                                                  | Shriners Children’s 500            | Phoenix Raceway, Avondale, Arizona                          | 9 mars       |
| 5                                                                                  | Pennzoil 400                       | Las Vegas Motor Speedway, Las Vegas Nevada                  | 16 mars      |
| 6                                                                                  | Straight Talk Wireless 400         | Homestead-Miami Speedway, Homestead, Florida                | 23 mars      |
| 7                                                                                  | Cook Out 400                       | Martinsville Speedway, Ridgeway, Virginia                   | 30 mars      |
| 8                                                                                  | Goodyear 400                       | Darlington Raceway, Darlington, South Carolina              | 6 april      |
| 9                                                                                  | Food City 500                      | Bristol Motor Speedway, Bristol, Tennessee                  | 13 april     |
| 10                                                                                 | Jack Link's 500                    | Talladega Superspeedway, Lincoln, Alabama                   | 27 april     |
| 11                                                                                 | Würth 400                          | Texas Motor Speedway, Fort Worth, Texas                     | 4 maj        |
| 12                                                                                 | Adventhealth 400                   | Kansas Speedway, Kansas City, Kansas                        | 11 maj       |
| U                                                                                  | Nascar All Star Open               | North Wilkesboro Speedway, North Wilkesboro, North Carolina | 18 maj       |
| U                                                                                  | Nascar All Star Race               | North Wilkesboro Speedway, North Wilkesboro, North Carolina | 18 maj       |
| 13                                                                                 | Coca-Cola 600                      | Charlotte Motor Speedway, Charlotte, North Carolina         | 25 maj       |
| 14                                                                                 | Cracker Barrel 400                 | Nashville Superspeedway, Lebanon, Tennessee                 | 1 juni       |
| 15                                                                                 | Firekeepers Casino 400             | Michigan International Speedway, Brooklyn, Michigan         | 8 juni       |
| 16                                                                                 | Viva México 250                    | Autódromo Hermanos Rodríguez, Mexico City, Mexiko           | 15 juni      |
| 17                                                                                 | The Great American Getaway 400     | Pocono Raceway, Long Pond, Pennsylvania                     | 22 juni      |
| 18                                                                                 | Quaker State 400                   | Atlanta Motor Speedway, Hampton Georgia                     | 28 juni      |
| 19                                                                                 | Grant Park 165                     | Chicago Street Course, Chicago, Illinois                    | 6 juli       |
| 20                                                                                 | Toyota/Save Mart 350               | Sonoma Raceway, Sonoma, Kalifornien                         | 13 juli      |
| 21                                                                                 | Autotrader Echopark Automotive 400 | Dover International Speedway, Dover Delaware                | 20 juli      |
| 22                                                                                 | Brickyard 400                      | Indianapolis Motor Speedway, Speedway, Indiana              | 27 juli      |
| 23                                                                                 | Iowa Corn 350                      | Iowa Speedway, Newton, Iowa                                 | 3 augusti    |
| 24                                                                                 | Go Bowling at The Glen             | Watkins Glen International, Watkins Glen, New York          | 10 augusti   |
| 25                                                                                 | Cook Out 400                       | Richmond Raceway, Richmond, Virginia                        | 16 augusti   |
| 26                                                                                 | Coke Zero Sugar 400                | Daytona International Speedway, Daytona Beach, Florida      | 23 augusti   |
| Första elimineringsrundan med 16 förare kvar med möjlighet att vinna mästerskapet. |                                    |                                                             |              |
| 27                                                                                 | Cook Out Southern 500              | Darlington Raceway, Darlington, South Carolina              | 31 augusti   |
| 28                                                                                 | Enjoy Illinois 300                 | World Wide Technology Raceway, Madison, Illinois            | 7 september  |
| 29                                                                                 | Bass Pro Shops Night Race          | Bristol Motor Speedway, Bristol, Tennessee                  | 13 september |
| Andra elimineringsrundan med 12 förare kvar med möjlighet att vinna mästerskapet.  |                                    |                                                             |              |
| 30                                                                                 | USA Today 301                      | New Hampshire Motor Speedway, Loudon, New Hampshire         | 21 september |
| 31                                                                                 | Hollywood Casino 400               | Kansas Speedway, Kansas City, Kansas                        | 28 september |
| 32                                                                                 | Bank of America Roval 400          | Charlotte Motor Speedway, Concord, North Carolina           | 5 oktober    |
| Tredje elimineringsrundan med 8 förare kvar med möjlighet att vinna mästerskapet.  |                                    |                                                             |              |
| 33                                                                                 | South Point 400                    | Las Vegas Motor Speedway, Las Vegas, Nevada                 | 12 oktober   |
| 34                                                                                 | Yellawood 500                      | Talladega Superspeedway, Lincoln, Alabama                   | 19 oktober   |
| 35                                                                                 | Xfinity 500                        | Martinsville Speedway, Ridgeway, Virginia                   | 26 oktober   |
| Finallopp med 4 förare kvar med möjlighet att vinna mästerskapet.                  |                                    |                                                             |              |
| 36                                                                                 | Season Finale 500                  | Phoenix Raceway, Avondale, Arizona                          | 2 november   |

## Resultat
| Nr | Tävling                            | Pole position       | Flest ledda varv    | Snabbaste varv       | Vinnare             | Team                 | Konstruktör | Rapport |
| -- | ---------------------------------- | ------------------- | ------------------- | -------------------- | ------------------- | -------------------- | ----------- | ------- |
| U  | Cook Out Clash at Bowman Gray      | Chase Elliott       | Chase Elliott       | –                    | Chase Elliott       | Hendrick Motorsports | Chevrolet   | Rapport |
| KV | The Duel at Daytona 1              | Chase Briscoe       | Bubba Wallace       | –                    | Bubba Wallace       | 23XI Racing          | Toyota      | Rapport |
| KV | The Duel at Daytona 2              | Austin Cindric      | Erik Jones          | –                    | Austin Cindric      | Team Penske          | Ford        | Rapport |
| 1  | Daytona 500                        | Chase Briscoe       | Austin Cindric      | Michael McDowell     | William Byron       | Hendrick Motorsports | Chevrolet   | Rapport |
| 2  | Ambetter Health 400                | Ryan Blaney         | Joey Logano         | A. J. Allmendinger   | Christopher Bell    | Joe Gibbs Racing     | Toyota      | Rapport |
| 3  | Echopark Automotive Grand Prix     | Tyler Reddick       | Kyle Busch          | Kyle Larson          | Christopher Bell    | Joe Gibbs Racing     | Toyota      | Rapport |
| 4  | Shriners Children’s 500            | William Byron       | Christopher Bell    | Michael McDowell     | Christopher Bell    | Joe Gibbs Racing     | Toyota      | Rapport |
| 5  | Pennzoil 400                       | Michael McDowell    | Kyle Larson         | Tyler Reddick        | Josh Berry          | Wood Brothers Racing | Ford        | Rapport |
| 6  | Straight Talk Wireless 400         | Alex Bowman         | Ryan Blaney         | Bubba Wallace        | Kyle Larson         | Hendrick Motorsports | Chevrolet   | Rapport |
| 7  | Cook Out 400                       | Christopher Bell    | Denny Hamlin        | Denny Hamlin         | Denny Hamlin        | Joe Gibbs Racing     | Toyota      | Rapport |
| 8  | Goodyear 400                       | William Byron       | William Byron       | William Byron        | Denny Hamlin        | Joe Gibbs Racing     | Toyota      | Rapport |
| 9  | Food City 500                      | Alex Bowman         | Kyle Larson         | A. J. Allmendinger   | Kyle Larson         | Hendrick Motorsports | Chevrolet   | Rapport |
| 10 | Jack Link's 500                    | Zane Smith          | Ty Gibbs            | Michael McDowell     | Austin Cindric      | Team Penske          | Ford        | Rapport |
| 11 | Würth 400                          | Carson Hocevar      | Kyle Larson         | Carson Hocevar       | Joey Logano         | Team Penske          | Ford        | Rapport |
| 12 | Adventhealth 400                   | Kyle Larson         | Kyle Larson         | Kyle Larson          | Kyle Larson         | Hendrick Motorsports | Chevrolet   | Rapport |
| U  | Nascar All Star Open               | Shane Van Gisbergen | Shane Van Gisbergen | Zane Smith           | Carson Hocevar      | Spire Motorsports    | Chevrolet   | Rapport |
| U  | Nascar All Star Race               | Brad Keselowski     | Joey Logano         | Joey Logano          | Christopher Bell    | Joe Gibbs Racing     | Toyota      | Rapport |
| 13 | Coca-Cola 600                      | Chase Briscoe       | William Byron       | Denny Hamlin         | Ross Chastain       | Trackhouse Racing    | Chevrolet   | Rapport |
| 14 | Cracker Barrel 400                 | Chase Briscoe       | Ryan Blaney         | Denny Hamlin         | Ryan Blaney         | Team Penske          | Ford        | Rapport |
| 15 | Firekeepers Casino 400             | Chase Briscoe       | William Byron       | William Byron        | Denny Hamlin        | Joe Gibbs Racing     | Toyota      | Rapport |
| 16 | Viva México 250                    | Shane Van Gisbergen | Shane van Gisbergen | Kyle Larson          | Shane Van Gisbergen | Trackhouse Racing    | Chevrolet   | Rapport |
| 17 | The Great American Getaway 400     | Denny Hamlin        | Chase Briscoe       | Denny Hamlin         | Chase Briscoe]      | Joe Gibbs Racing     | Toyota      | Rapport |
| 18 | Quaker State 400                   | Joey Logano         | Joey Logano         | John Hunter Nemechek | Chase Elliott       | Hendrick Motorsports | Chevrolet   | Rapport |
| 19 | Grant Park 165                     | Shane Van Gisbergen | Michael McDowell    | Tyler Reddick        | Shane Van Gisbergen | Trackhouse Racing    | Chevrolet   | Rapport |
| 20 | Toyota/Save Mart 350               | Shane Van Gisbergen | Shane Van Gisbergen | Justin Haley         | Shane Van Gisbergen | Trackhouse Racing    | Chevrolet   | Rapport |
| 21 | Autotrader Echopark Automotive 400 | Chase Elliott       | Chase Elliott       | Denny Hamlin         | Denny Hamlin        | Joe Gibbs Racing     | Toyota      | Rapport |
| 22 | Brickyard 400                      | Chase Briscoe       | Austin Cindric      | Denny Hamlin         | Bubba Wallace       | 23XI Racing          | Toyota      | Rapport |
| 23 | Iowa Corn 350                      | Chase Briscoe       | William Byron       | Brad Keselowski      | William Byron       | Hendrick Motorsports | Chevrolet   | Rapport |
| 24 | Go Bowling at The Glen             | Ryan Blaney         | Shane Van Gisbergen | Kyle Larson          | Shane Van Gisbergen | Trackhouse Racing    | Chevrolet   | Rapport |
| 25 | Cook Out 400                       |                     |                     |                      |                     |                      |             | Rapport |